# لون استار، شهرستان کافمن، تگزاس
لون استار (به انگلیسی: Lone Star) یک منطقهٔ مسکونی در ایالات متحده آمریکا است که در شهرستان کافمن، تگزاس واقع شده‌است. لون استار ۱۳۱٫۹۸ متر بالاتر از سطح دریا واقع شده‌است.